# Chris von Martels
Chris von Martels (13 de octubre de 1982) es un jinete canadiense que compitió en la modalidad de doma. Ganó dos medallas en los Juegos Panamericanos de 2015, plata en la prueba por equipos y bronce en individual.

## Palmarés internacional
| Juegos Panamericanos | Juegos Panamericanos | Juegos Panamericanos | Juegos Panamericanos |
| Año                  | Lugar                | Medalla              | Categoría            |
| -------------------- | -------------------- | -------------------- | -------------------- |
| 2015                 | Toronto (Canadá)     | Medalla de plata     | Por equipos          |
| 2015                 | Toronto (Canadá)     | Medalla de bronce    | Individual           |